# Museu de Arte Sacra de Santos
O Museu de Arte Sacra de Santos funciona no prédio do Antigo Mosteiro de São Bento. Fundado no ano de 1981, ocupa o complexo arquitetônico cujas obras iniciaram em 1º de janeiro de 1650, anexado à Igreja de Nossa Senhora do Desterro, construída no ano de 1631.
O museu é considerado o segundo mais importante do Estado de São Paulo, dentro da sua especialidade. Divide-se em dez espaços temáticos, organizados em coerência com as atividades das antigas salas do Mosteiro. O acervo atual conta com mais de 600(400 em exposição) peças sacras e religiosas a partir do século XVI, incluindo imagens, como de Santa Catarina de Alexandria, de 1540; a de Nossa Senhora da Conceição, de João Gonçalo, mestre comparável ao Aleijadinho, de grande valor artístico; e de Santo Amaro, originário da Fortaleza da Barra Grande. Além disso, possui quadros valiosos, como os do artista Benedito Calixto; alfaias; oratórios, sendo que a maioria das obras é de origem brasileira, dos períodos colonial e imperial.
O Museu de Arte Sacra de Santos também possui coleção de máscaras ritualísticas e telas de artistas consagrados com temática não religiosa, além da Biblioteca “Frei Gaspar”, contando com mais de quatro mil títulos, incluindo a obra rara “Memórias para a História da Capitania de São Vicente” de 1793, do autor que dá nome à biblioteca. Pelo acervo estão espalhados artefatos de arte popular, outros utilizados pelos Bispos da diocese de Santos, e crucifixos da coleção particular (em prata, madeira, marfim e osso de baleia).

## História
Para fundar o mosteiro foi preciso conseguir licença que foi concedida pela Câmara de Santos em 1649, confirmada em 1650. A doação feita por Bartholomeu Fernandes Mourão e sua mulher Isabel Barbosa estabeleceu a base econômica para o mosteiro, pois a Regra de Bento exige que haja recursos suficientes para que um mosteiro seja fundado. A fachada da ermida é voltada para o leste, tal como a do Monte Serrat. Não se sabe quem fez o projeto do mosteiro, mas ele tem grande semelhança com as plantas dos mosteiro da Bahia, em especial com o Mosteiro da Graça. De acordo com D. Clemente M. da Silva-Nigra, Fr. Gregório de Magalhães (1603-1667) projetou o mosteiro de Santos. Este apresenta os três arcos característicos da arquitetura beneditina tal como o mosteiro do Rio de Janeiro. Para D. José Lohr Endres, Fr. Gregório de Magalhães não foi o arquiteto, por nada constar na biografia deste Provincial, escrita por Fr. Tomás de Aquino, no livro fonte de 1767, Elogios dos gerais da Congregação Beneditina de Portugal.

### A doação dos Mourão
Em um escrito que remonta o século XVII está registrada a instituição da Capela de N. Senhora do Desterro, que foi lavrada nos seguintes termos:
Declaramos que ambos marido e mulher por serviço de D.s e devoção particular que tínhamos a Virgem do Desterro, de comum consentimento começamos a fabricar-lhe a Ermida; conforme nossa posse e haveres fomos dando o aumento que foi possível e avimos por bem empregado o que de nossos bens gastamos em seu aumento, serviço e honra da dita Virgem. E para que sempre vá em crescimento e não em diminuição, ordenamos que nossas terças, de ambos, por falecimento nosso fiquem vinculadas a dita S. do Desterro e sua capela; e por falecimento de ambos a dita terça de ambos pertencente a dita capela ficará vinculada em nosso filho Antônio Fernandes Mourão, para que ele administre a dita terça; em proveito e bem da dita capela, ordenando-a, e augmentando-a sempre. E o que sobrar depois de ter bem ornada de todo o necessário, de ornamento e os ornatos para o culto divino, ele poderá gozar como coisa própria o que lhe deixamos para que assim com mais vontade augmente a terça da dita capela porque vá em crescimento. O que deixamos como obrigação de que por morte ou falecimento, a metade das terças dos seus bens a deixará vinculada à dita terça que deixamos por nosso falecimento a dita capela; e da outra metade fará e disporá como e porque quiser. “E acrescentam que assim ira ficando aos descendentes do filho na linha masculina” com a mesma obrigação de por seus falecimentos todos deixarão a metade de suas terças vinculadas a dita capela na maneira que declarada, e sendo que faltem herdeiros na linha masculina entrarão em tal caso herdeiras fêmeas com as mesmas obrigações lá declaradas “faltando sucessão” em tal caso deixarão nossos herdeiros a quem lhes parecer deixando-lhe os bens para augmento da dita capela com obrigações, que assim nosso filho como os mais que lhe cederem e emq.tº deixar a dita capela, serão uns e outros obrigados a nos mandar dizer três missas a cada mês a Nossa Senhora por nossas almas e pelas almas do purgatório com seus responsos sobre nossas sepulturas as quais missas serão ditas as terças, sábados e domingos. E assim mais se dirá uma missa cantada todos os anos à Assumpção de Nossa Senhora dos céus. Assinou por ambos que não sabiam fazer Ignácio Duarte em 11 do mês de abril de 1644.

## Aspectos arquitetônicos
A fachada da igreja é simples, austera, com três arcos e três janelas de linhas retas, arrematada por um frontão retilíneo. A igreja de nave única, tendo à frente a galilé com três arcos e no fundo a sacristia, ocupa todo o lado direito da construção. A torre apoiada sobre o terceiro arco está na direção do corredor direito do claustro. Ao lado da igreja está anexo o mosteiro que consta de edificações retangulares, tendo ao centro o claustro, que serve admiravelmente como um centro distribuidor entre as diferentes áreas do mosteiro, sendo também área de circulação e lazer. Uma grande sala na frente, e, angulo esquerdo, uma grande cela: a do presidente com janelas para as duas fachadas: a frontal e a lateral. Neste lado, mais quatro celas e ao fundo, após uma área livre, outro quarto quase igual ao do presidente. Uma descrição de 1656 menciona que o claustro não era quadrado, mas interrompido por um grande penedo. Nos fundos da capela ficavam a cozinha e o alojamento dos escravos. Na frente do edifício já havia um terrapleno grande que servia de adro e que se ligava a várzea, em baixo, através de uma calçada. Refere-se o documento, ainda, a um ribeiro de água, do lado do poente e rodeando o edifício pelo sul, poente e nascente ficam montes bem altos. Segundo Azevedo Marques, o mosteiro foi reconstruído em 1725. Um documento do Arquivo do Mosteiro de S. Sebastião, na Bahia, intitulado Mapa de Santos, informa que a primeira pedra do convento foi a de 12 de outubro de 1725. Na verdade, o mosteiro sempre sofreu alterações, pela longa utilização do edifício, por causa das chuvas constantes da região, e da localização na subida do morro. Os materiais usados foram pedra e cal, utilizando-se técnica construtiva típica da região litorânea em muros e arcos feitos de alvenaria ciclópica. O botânico inglês William Jonh Burchell esteve em Santos em 1826 e fez dois belos desenhos no mosteiro, um de frente e outro lateral. Entre as outras informações, o trabalho de Burchell mostra o terrapleno diante do mosteiro, sem os muros atuais. A torre sineira, com as duas janelas românticas, tinha o coroamento em forma de pirâmide que lhe dava um elemento de leveza quebrando o aspecto maciço do conjunto, tornado harmonioso. Semelhantes a esse coroamento eram os das torres da antiga igreja do Pátio do Colégio em São Paulo e a igreja do mosteiro de São Bento da mesma cidade. Na igreja de Santos, de nave única, há um coro no fundo da mesma, cuja balaustrada é uma grade de delicado desenho oriental que pela flexibilidade lembra papel recortado chinês. A igreja possui dois púlpitos de granito trabalho harmonioso e de grande estética. Há quatro tribunas, duas lado a lado, cujas varandas repetem o motivo oriental da grade do coro. Duas tribunas são falsa pois antigamente, havia um corredor, retirado quando da restauração de 1979. A grade curva da "mesa de comunhão" repete o mesmo motivo delicado. Junto ao arco cruzeiro há dois altares laterais de fatura, estilo e valor desiguais. O arco cruzeiro é de estilo clássico apoiados em duas colunas finas, retas, de capitel singelo. O forro é côncavo, cinza-azulado. Mas, no livro das visitações há um documento de 1797, em que se pedem que sejam consertadas as goteiras do telhado "para que não se venha perder o belíssimo forro, que com tanta despesa e trabalho se fez , com a melhor perfeição". É a única menção que há sobre o "belíssimo forro" que, infelizmente, se perdeu sem que nada saibamos sobre seu autor ou mesmo o assunto. A informação era do Fr. Visitador, Fr. Luiz da Assunção, que seria mais tarde Provincial do Brasil. O retábulo do alta-mór é a peça mais importante da igreja. A igreja sofreu reformas grandes entre 1896 e 1898, provavelmente para levantar seu teto, para que fosse colocado o alta-mór barroco que teria vindo de São Paulo ou de Itú. Os técnicos tiveram o cuidado de deixar visível, do lado de fora, a marca da altura primitiva construção. À direita do retábulo uma placa atribui o mesmo pe. Jesuíno de Monte Carmello, notável pintor colonial e músico (* Santos, 1764; † Itu, 1819). Mário de Andrade pesquisou sobre este retábulo e não acredita que tenha sido obra de Fr. Jesuíno. É de estilo barroco cuidadosamente elaborado, elegante, com adornos florais, durado. A porta do sacrário mostra um pelicano bicando o próprio peito para alimentar os filhotes, figura simbólica do sacrifício de Cristo, pelos homens. O conjunto do retábulo é harmonioso, compondo um visual bonito e delicado que lhe dá um toque feminino.